# Teodosie Bonteanu
Teodosie Bonteanu a fost un arhimandrit ortodox, stareț al Mănăstirii Cetățuia din Iași, care a aderat în anul 1937 la Biserica Română Unită cu Roma, Greco-Catolică. A fost ultimul stareț greco-catolic al Mănăstirii Prislop, locul său fiind luat de Arsenie Boca.
Împreună cu Daniil Ciubotaru, fost stareț la Mănăstirea Neamț, trecut la Unirea cu Roma în 1940, a încercat să-i aducă în Biserica greco-catolică pe preoții basarabeni refugiați în România.

## Scrieri
- O turmă și un păstor sau problema împăcării Bisericilor din Răsărit și Apus, Blaj, 1937;
- De-ale vieții monahicești din Muntele Athos, Cultura Creștină, Cluj, 1939, pp. 34–42;
- Chinurile nașterei celei de a doua sau spovedania unui convertit, Blaj, 1941;
- Proscomidia din oficiul liturgic bizantin. Scurt studiu istorico-liturgic, Blaj, 1943.